# 난승
난승(難勝, ?~?)은 신라의 선인(仙人)이다.

## 이력
김부식의 《삼국사기》에 기록된 내용에는 신라 진평왕 치세 시대인 611년 당시 17세의 김유신이 삼국 통일 대업의 큰 뜻을 품고 어느 중악 석굴에 들어가 목욕 재계하고 하늘에 빌며 4일간의 맹세를 하니, 어느 한 늙은 선인이 나타나서 이야기하기를 “내 이름은 난승(難勝)인데 그대가 아직 어린 나이로 삼국을 통일하고자 하니 참으로 장한 일일지어다.”고 하고, 자신의 비법을 김유신에게 전하며 “이를 삼가 망녕되이 전하지 말라. 만약에 이 비법을 부당하게 사용한다면 도리어 재앙이 도래할 것이니라.”하고 자취를 감추었다 한다.
《삼국사기》에서는 난승을 도가의 신선으로 묘사하고 있으나, 그가 남긴 이야기는 불교적인 것이므로 선교적 사상(仙敎的思想)과 불교적 사상이 섞인 표상으로서 난승을 생각할 수 있다.

## 난승이 등장하는 작품

### 텔레비전 드라마
- 《삼국기》(KBS 한국방송공사 1TV 드라마, 1992년) ... (배우: 양일민)
- 《대왕의 꿈》(KBS 한국방송공사 1TV 드라마, 2012년) ... (배우: 김경룡)
- 《연개소문》-(SBS, 2006년~2007년, 배우:오영수)